# والتر بوشر (دراج)
والتر بوشر مواليد 8 يونيو 1926 في زيورخ، كان دراج سويسري سابق في صنف سباق الدراجات على المضمار. سبق أن شارك في دورة الألعاب الأولمبية الصيفية.

## الميداليات
| الميدالية | المسابقة                                    |
| --------- | ------------------------------------------- |
| برونزية   | بطولة العالم لسباق الدراجات على الطريق 1951 |
| ذهبية     | بطولة العالم للدراجات على المضمار 1950      |
| ذهبية     | بطولة العالم للدراجات على المضمار 1951      |
| فضية      | بطولة العالم للدراجات على المضمار 1947      |
| فضية      | بطولة العالم للدراجات على المضمار 1952      |
| برونزية   | بطولة العالم للدراجات على المضمار 1948      |
| برونزية   | بطولة العالم للدراجات على المضمار 1953      |

## روابط خارجية
- والتر بوشر على موقع أرشيف الدراجات (الإنجليزية)
- والتر بوشر على موقع إحصائيات الدراجات الإحترافية (الإنجليزية)
- والتر بوشر على موقع أوليمبيديا (الإنجليزية)